# Phil Howard
Phil Howard est un batteur australien surtout connu pour avoir été membre du groupe Jazz fusion Soft Machine.

## Biographie
Phil Howard est né en Australie, cependant sa date de naissance n'est pas connue. Il arrive à Londres depuis son Australie natale en 1969, rejoignant le groupe Caparius dirigé par le saxophoniste Clive Stevens, le guitariste Peter Martin et le bassiste Neville Whitehead. La dernière formation du groupe, en 1971, remplace Martin par le futur guitariste / leader dy groupe Isotope Gary Boyle et le pianiste Dave MacRae.
Howard a attiré l'attention sur Soft Machine pour la première fois lorsque Robert Wyatt a quitté en août 1971 et des auditions pour un remplaçant potentiel ont été organisées. Wyatt a finalement changé d'avis, mais le saxophoniste de Softs Elton Dean a emprunté Howard et sa compatriote Caparian Whitehead comme section rythmique de son groupe Just Us. Tous deux figuraient sur l'album solo éponyme de 1971 de Dean, et étaient également membres du groupe de Keith Tippett pendant cette période. En mars 1971, lors d’une session de radio en direct avec Soft Machine, à laquelle le groupe de Dean participait, Howard renforçait Soft Machine sur une pièce, celui de Wyatt et Howard jouant ensemble. En août 1971, Wyatt partit et Howard fut embauché sur l'insistance de Dean, même si les autres membres du groupe avaient à l'esprit le batteur de Nucleus, John Marshall (mais ce dernier venait juste de rejoindre le groupe de Jack Bruce). Howard a joué avec le groupe lors de tournées britanniques et européennes à l'automne, mais il a été licencié après l'enregistrement de la première face de l'album Fifth en décembre 1971. Mike Ratledge et Hugh Hopper pensaient que le groupe était devenu trop proche du free jazz.
Howard est resté dans le groupe de Dean, maintenant baptisé Just Us, un an de plus, mais sa piste est devenue froide après 1972, bien qu'il y ait eu un post-scriptum intéressant lorsqu'il a participé au groupe Richard Sinclair Quintette avec Lol Coxhill, réuni pour un festival de jazz français à la fin de 1975, aux côtés de Dave MacRae et de l'ancien violoniste Dave Arbus d'East Of Eden. Les dernières nouvelles que l'on ait de lui dans le livret accompagnant une réédition de l'album Fifth à la fin des années 1970, il semblerait qu'il aurait été embauché pour travailler sur une plate-forme pétrolière en mer du Nord. Depuis, aucun de ses anciens associés musicaux ne sait où il se trouve.